# 阿马迪·贾尼尼
阿马迪·彼得·贾尼尼（英語：Amadeo Pietro Giannini，1870年5月6日—1949年6月3日），也被称为Amadeo Peter Giannini或A.P. Giannini，是美国银行家，创立了美国银行。 贾尼尼被认为是许多现代银行业务的发明者。 最值得注意的是，贾尼尼是第一批向中产阶级美国人，而不仅仅是上层阶级，提供银行服务的银行家之一。 他还首创了控股公司结构，并建立了第一批现代化的跨国机构。